# Castafiores juveler
Castafiores juveler (tidligere Det gådefulde juveltyveri, fransk originaltitel Les Bijoux de la Castafiore), er album nummer 21 i Tintins oplevelser.

## Handling
Efter at Bianca Castafiore ankommer til Møllenborg Slot med sine juveler, må Tintin og Kaptajn Haddock opklare et mysterium, da juvelerne forsvinder.
Castafiores Juveler er en atypisk Tintin fortælling, idet hele handlingen foregår hjemme på Møllenborg Slot, og ikke er henlagt eksotiske rejsemål, som ellers er kendetegnende for de øvrige Tintin albums. Samtidig er Tintin henvist til at spille en sekundær rolle i fortællingen, modsat Kaptajn Haddock, som er historiens egentlige hovedperson. 
Historien er konstrueret som et klassisk kammerspil, med lille personkreds, og forviklinger, der gør fortællingen stram og morsom. Historiens bærende problemstilling er, at Kaptajn Haddock allerede i begyndelsen af historien brækker benet og derfor må sidde i kørestol. Det er årsagen til, at fortællingen foregår på Møllenborg Slot. At være bundet til en kørestol er ikke noget der huer kaptajnens temperament, og slet ikke, da han samtidig får uanmeldt besøg af en af sine bekendte, Madame Castafiore, den milanesiske sanglærke, som han mildest talt har et noget anstrengt forhold til. Madame Castafiore holder sig ikke tilbage, og invaderer nådesløst slottet med sin pianist og "kammerpige" og evindelige skalaer.
Madame Castafiore medbringer også sine juveler, som bliver omdrejningspunktet for fortællingen, idet de bliver stjålet. 
Castafiores Juveler er et af Hergés senere albums, som afspejler sig i historiens velkomponerede fortælling og komplekse sammenhænge. Det afspejler sig også i Hergés kunstneriske streg, som fremstår mere moderne og tredimensionel end de mere klassiske Tintin albums fra Hergés tidligere periode. 

## Nogle franske udgaver
- 1961-1962: Les aventures de Tintin et Milou – Les Bijoux de la Castafiore, fortsat serie i Tintin nr. 27, 4. juli 1961[1] – nr. 36, 4. september 1962.[2] 62 tegneseriesider i farver.
- 1963: Les aventures de Tintin – Les Bijoux de la Castafiore, album fra Casterman, 62 tegneseriesider i farver.[3]

## Danske udgaver
Føljetoner
- 1963: Fortsat serie uden titel i Politiken nr. 250, tirsdag 11. juni 1963 – nr. 31, torsdag 31. oktober 1963.
- 1973-1974: Det gådefulde juveltyveri. Fortsat serie i Århus Stiftstidende søndag 18. februar 1973 – søndag 12. maj 1974.

Album
- 1967: Tintins oplevelser nr. 14 (gammel standardudgave). Det gådefulde juveltyveri. Illustrationsforlaget. Genoptryk har ISBN 87-562-0131-1.[4]
- 2007: Tintins oplevelser (retroudgave). Castafiores juveler. 2. udgave. Carlsen Comics, ISBN 978-87-626-0530-5. Fra 2. oplag, 2016, Cobolt, ISBN 978-87-7085-165-7.[5]
- 2009: Tintins oplevelser nr. 21 (minicomics). Castafiores juveler. Cobolt, ISBN 978-87-7085-366-8.[6]
- 2017: Tintins oplevelser (ny standardudgave). Castafiores juveler. Cobolt, ISBN 978-87-7085-670-6.[7]
- 2023: Tintins oplevelser (jubilæumsudgave). Castafiores juveler – Føljetonversionen. Cobolt, ISBN 978-87-7588-013-3.[8]